# Kanelsläktet
Kanelsläktet (Cinnamomum) är ett släkte inom familjen lagerväxter med cirka 300–350 arter.